# タイチサン!
『タイチサン!』は、2020年（令和2年）2月2日から2024年（令和6年）3月31日まで東海テレビで放送された生放送の情報番組である。

## 概要
東海テレビでは日曜午後の自社制作生ワイド番組として、2006年10月から『スタイルプラス』を放送していたが2019年9月をもって終了し、その後は再放送枠に一時転換していたが、2020年2月より当番組の放送を開始し、日曜午後の自社制作生ワイド番組の制作を再開させた。コンセプトは「東海地方のざわめきを放っておかない」。
番組名には司会者の国分太一の名前である「太一」、東海テレビのチャンネル「1チャンネル」、日曜日を意味する「サンデー」の要素が含まれ、番組ロゴにも"TAICHI・1ch・Sunday"と書かれている。

## 放送時間
東海テレビのみ放送（いわゆる中京ローカル）
- 毎週日曜日 12:00 - 13:25

## 出演者

### 終了時点

#### スタジオパート
司会
- 国分太一（TOKIO）（2020年2月2日 - ）

アシスタント
- 森夏美（当時東海テレビアナウンサー、2022年4月3日 - ）[注 2]

プレゼンター
週替わりで出演。『スタイルプラス』のスタイルコンシェルジュと異なり、お笑いタレントが多くを占め東海地方の出身者が少ない。
- 三四郎
- 小山慶一郎（NEWS）[3]
- 銀シャリ
- ドランクドラゴン[3]
- 井戸田潤
- ロバート[3]
- 宮下草薙（2023年1月～）

リポーター
- 柴田美奈(東海テレビアナウンサー)
- 篠田愛純(東海テレビアナウンサー)

#### かってに観光大使！シリーズ
全力めるる（2020年10月25日 - 不定期出演）
- 生見愛瑠

全力ぼるる（2021年4月4日 - 不定期出演）
- 大久保佳代子

全力めるる＆ぼるる（2021年10月24日 - 11月7日、2022年10月23日、11月13日 - 12月4日）
- 生見愛瑠、大久保佳代子

全力えなこ（2021年8月15日 - 9月28日）
- えなこ

全力あかりん（2022年12月11日 - 2023年1月22日）
- 須田亜香里

全力しげげ（2023年4月2日 - 5月7日、6月25日 -  8月6日）
- 村重杏奈

### 過去
- 浦口史帆（東海テレビアナウンサー、2020年2月2日 -2022年3月27日）[4]。
- つるの剛士[3]（プレゼンター、2020年度）

## 番組内容
現在
- 特集
- こくぶんフレンズ
- かってに観光大使!

過去

## 新型コロナウイルス感染症の流行による緊急事態宣言に伴う対応

### 1回目の緊急事態宣言による対応
日本国内における新型コロナウイルス感染症（COVID-19）の流行により、政府は2020年4月7日に、7都府県（埼玉県・千葉県・東京都・神奈川県・大阪府・兵庫県及び福岡県）に対して新型インフルエンザ等対策特別措置法に基づく緊急事態宣言を発令。また愛知県は、4月10日に県独自の緊急事態宣言を発表した。これに伴い4月12日放送分以降は、MCの国分とプレゼンターがリモートアクセスによる出演となり、スタジオでは局アナウンサー2人（浦口・森）が番組を進行。4月26日の放送で、当面の放送休止が発表された。
5月17日より放送再開。なお、国分とプレゼンターは引き続きリモートアクセスによる出演となっていたが、6月19日に都道府県間の往来自粛要請が全国で解除された事に伴い、6月21日放送からプレゼンターとゲストのスタジオ出演が再開された。

### 2回目の緊急事態宣言による対応
2021年1月8日に、1都3県（埼玉県・千葉県・東京都・神奈川県）に対し、緊急事態宣言を2度目の発令。同月13日には愛知県・岐阜県を含む7府県（栃木県、愛知県、岐阜県、大阪府、京都府、兵庫県、福岡県）が対象地域に加えられた。このため、前年4月と同様に「MCの国分およびプレゼンター・ゲストは、東京からリモートアクセスによる出演」「スタジオは、局アナウンサーが番組を進行」という体制をとった。その後、緊急事態宣言が3月21日をもって解除されたため、3月28日より再び国分、プレゼンター、ゲストのスタジオ出演を再開した。

### 3回目の緊急事態宣言による対応
2021年4月25日に東京都、大阪府、千葉県、兵庫県に3回目の緊急事態宣言が発令されたことから、4月25日放送分より東京からの出演者はリモート出演となった。その後、6月21日に宣言解除された事により6月27日よりプレゼンターとゲストのスタジオ出演が再開された。

### 4回目の緊急事態宣言による対応
7月12日より4回目の緊急事態宣言が発令されたため、再び7月18日放送分よりリモートアクセス出演対応に切り替える。その後10月1日に解除された為、10月3日放送分からプレゼンターとゲストのスタジオ出演が再開された。

### 新型コロナウイルスオミクロン株感染拡大時の対応
新型コロナウイルスオミクロン株による感染再拡大の為感染対策として、2022年2月13日放送分より、プレゼンター、ゲストのスタジオ出演を続けた上でアシスタントの浦口アナウンサーを別室からリモート出演にする体制を採った。2022年3月4日MCの国分太一自身のコロナ感染が発表され、小山慶一郎がMCを代行した。3月21日にまん延防止措置が全面解除されたことに伴い、3月27日の放送からアシスタントとの別室リモート出演を解除し、2月6日以前の体制に戻した。
2022年3月27日放送分以降は、新型コロナウイルス感染拡大以前の放送体制を続けている。

## 過去のスタッフ
- チーフ・プロデューサー ：横田誠
- プロデューサー ：戸松準、横井良安 鵜澤龍臣